# Белоголовль
Белоголовль — село в Жуковском районе Брянской области, в составе Крыжинского сельского поселения. 
 Расположено в 7 км к северо-западу от села Крыжино, в 15 км к юго-западу от Жуковки. Население — 233 человека (2010).
В центре села — плотина и большой пруд на реке Угость.

## История
Впервые упоминается в 1457 году. Приход храма Николая Чудотворца упоминается с 1626 года; последнее здание храма было построено в 1854 (с 1861 года назывался Троицким, не сохранился).
В XVIII—XIX вв. — владение Подлиневых, Бахтиных, Мещерских и других помещиков.
В XVII—XVIII вв. входило в состав Подгородного стана Брянского уезда; с 1861 по 1929 год в Овстугской волости Брянского (с 1921 — Бежицкого) уезда, с 1929 в Жуковском районе. До 1960 года являлось центром Белоголовльского сельсовета.
| Годы      | 1866 | 1878 | 1897 | 1926 | 1979 | 1989 | 2002 | 2010 |
| --------- | ---- | ---- | ---- | ---- | ---- | ---- | ---- | ---- |
| Население | 514  | 606  | 812  | 549  | 304  | 218  | 270  | 233  |